# 保原賢一郎
保原賢一郎（ほばら けんいちろう）は、フジテレビ編成局編成部企画担当部長、元ドラマプロデューサー。2011年6月から2012年5月まで、人事局付でNOTTVに出向していた。宮城県石巻高等学校・中央大学卒業。宮城県牡鹿郡出身。

## 来歴・人物
1992年フジテレビ（現・フジ・メディア・ホールディングス）へ入社（小島奈津子、西山喜久恵、福原直英らと同期）。担当しているドラマのジャンルは主に時代劇が多く、『大奥』シリーズ、『剣客商売』シリーズ、『鬼平犯科帳』など。

## 担当した作品

### ドラマ
- 王様のレストラン（1995年）
- 髪結い伊三次（1999年）
- 隠密奉行朝比奈（1999年）
- 編集王（2000年）
- 忠臣蔵1/47（2001年）
- 女子アナ。（2001年）
- 怪談百物語（2002年）
- 赤ひげ（2002年）
- ランチの女王（2002年）
- 陰陽師☆安倍晴明〜王都妖奇譚〜（2002年）
- 盤嶽の一生（2002年）
- みにくいアヒルの子涙の再会スペシャル（2003年）
- 夜桜お染（2003年）
- 愛し君へ（2004年）
- 世にも奇妙な物語（2004年-）
- エンジン（2005年）
- 海猿 UMIZARU EVOLUTION（2005年）
- 鬼平犯科帳スペシャル（2005年・2006年）
- トップキャスター（2006年）
- 明智光秀〜神に愛されなかった男〜（2007年）
- 島根の弁護士（2007年）
- 山おんな壁おんな（2007年）
- 今日は渋谷で6時（2008年）
- 薔薇のない花屋（2008年）
- BOSS 2ndシーズン（2011年）
- 剣客商売シリーズ
  - 剣客商売第2期（1999年）
  - 剣客商売第3期（2001年）
  - 剣客商売第5期（2004年）
  - 剣客商売スペシャル・母と娘と（2005年）
- 大奥シリーズ
  - 大奥（2003年）
  - 大奥明治篇・新しい命（2003年）
  - 大奥スペシャル〜幕末の女たち〜（2004年）
  - 大奥〜第一章〜（2004年）
  - 大奥〜華の乱〜（2005年）
- 金曜エンタテイメント枠
  - 犬神家の一族
  - 浅見光彦シリーズ
  - 女王蜂（2006年）
  - 無医村に花は微笑む（2006年）
- 金曜プレミアム枠
  - 松本清張スペシャル かげろう絵図（2016年）

など

### 映画
- 八つ墓村（1996年）
- 東京日和（1997年）
- ジューンブライド 6月19日の花嫁（1998年）
- ズッコケ三人組・怪盗X物語（1998年）
- 新選組（2000年）

### アニメ
- GTO（1999年）

### バラエティ
- ココリコミラクルタイプ（2003年11月-2004年6月）